# Bogdanovič
Bogdanovič (rusky Богданович) je město ve Sverdlovské oblasti v Ruské federaci. Při sčítání lidu v roce 2010 měl přes třicet tisíc obyvatel.

## Poloha
Bogdanovič leží na západě Západosibiřské roviny na řece Kunaře, pravém přítoku Pyšmy v povodí Obu. Od Jekatěrinburgu, správního střediska oblasti, je vzdálen přibližně sto kilometrů na východ.

## Dějiny
Bogdanovič vznikl v letech 1883–1885 jako stanice na vznikající železniční trati z Jekatěrinburgu do Ťumeně a byl pojmenován po generálu Jevgenijovi Vasiljevičovi Bogdanovičovi.
Městem je od roku 1947.